# Косрода
Косрода — село в Чародинском районе Дагестана, в 23 км к югу от с. Цуриб. Входит в состав муниципального образования «Сельсовет Дусрахский».

## Население
| 1869 | 1888 | 1895 | 1926 | 1939 | 1970 | 1989 |
| ---- | ---- | ---- | ---- | ---- | ---- | ---- |
| 234  | ↘208 | ↘205 | ↘186 | ↗217 | ↗242 | ↘132 |
| 2002 | 2010 | 2021 |      |      |      |      |
| ↘66  | ↗110 | ↗130 |      |      |      |      |

Жители аварцы. Исторически входило в состав Казикумухского ханства. Казикумухское ханство со всеми его населёнными пунктами в период правления Мухаммад-хана сына Сурхай-хана описано Иоганн Антон Гильденштедтом в 18 веке. Среди них под номером 86 вместе с соседним сёлами числится и Косрода. В 1840х вошло в Имамат Шамиля. В 1859 году с пленением Шамиля вновь вошла в состав Казикумухского ханства, однако вскоре ханство было ликвидировано и преобразовано в Казикумухский округ, куда вошла и Косрода.